# Ten
A Ten a Pearl Jam debütáló lemeze, 1991. augusztus 27-én jelent meg az Epic kiadó gondozásában. Az album minden idők egyik legtöbb példányban eladott rocklemeze lett, több mint két évig volt a Billboard listán. Napjainkig csak az USA-ban 10 000 000 példány kelt el belőle, így 15-szörös platina státuszt ért el világszerte. A Q Magazine minden idők 43. legjobb albumának választotta, a VH1 csatorna 2003-ban 79.-nek sorolta. Szintén 2003-ban a Rolling Stone magazin a 207. helyre rangsorolta 500-as listáján. Szerepel az 1001 lemez, amit hallanod kell, mielőtt meghalsz című könyvben.

## Az albumcím eredete
Az együttes eredeti neve Mookie Blaylock volt, aki egy amerikai kosárlabdázó volt a New Jersey Nets-ben, és a tagok rajongtak érte. A név megváltozott, miután a zenekar leszerződött az Epic kiadóhoz, és kisebb jogi viták születtek a sportoló nevének használatából, ugyanis a Nike cég is igényt tartott rá. A Pearl Jam azonban az eredeti névre való emlékezésként a debütáló albumot a játékos mezének száma után Ten-re keresztelte. (A "ten" angolul 10-et jelent.)

## Az album dalai
A dalszövegeket Eddie Vedder írta.
|     | Cím                                                    | Szerző(k)                                          | Hossz |
| --- | ------------------------------------------------------ | -------------------------------------------------- | ----- |
| 1.  | Once                                                   | Stone Gossard                                      | 3:51  |
| 2.  | Even Flow                                              | Gossard                                            | 4:53  |
| 3.  | Alive                                                  | Gossard                                            | 5:40  |
| 4.  | Why Go                                                 | Jeff Ament                                         | 3:19  |
| 5.  | Black                                                  | Gossard                                            | 5:44  |
| 6.  | Jeremy                                                 | Ament                                              | 5:18  |
| 7.  | Oceans                                                 | Vedder, Gossard, Ament                             | 2:41  |
| 8.  | Porch                                                  | Vedder                                             | 3:30  |
| 9.  | Garden                                                 | Gossard, Ament                                     | 4:59  |
| 10. | Deep                                                   | Gossard, Ament                                     | 4:18  |
| 11. | Release                                                | Ament, Gossard, Dave Krusen, Mike McCready, Vedder | 5:05  |
| 12. | Alive (koncertfelvétel; bónuszdal az európai kiadáson) | Gossard                                            | 4:54  |
| 13. | Wash (bónuszdal az európai kiadáson)                   | Ament, Gossard, Krusen, McCready, Vedder           | 3:33  |
| 14. | Dirty Frank (bónuszdal az európai kiadáson)            | Dave Abbruzzese, Ament, Gossard, McCready          | 5:38  |

## Közreműködők

### Pearl Jam
- Jeff Ament – basszusgitár; művészeti vezető, koncepció
- Stone Gossard – gitár
- Dave Krusen – dob
- Mike McCready – szólógitár
- Eddie Vedder – ének, kiegészítő művészi munka

### További közreműködők
- Dave Hillis, Don Gilmore, Adrian Moore – hangmérnök
- Walter Gray – cselló
- Bob Ludwig – mastering
- Lance Mercer – fényképek
- Tim Palmer – tűzoltóberendezés, borsszóró (pepper shaker), keverés
- Rick Parashar – producer, zongora, orgona, ütőhangszerek
- Pearl Jam – producer
- Steve Pitstick – kiegészítő művészi munka
- Lisa Sparagano, Risa Zaitschek – design